# Synthetica
Synthetica è il quinto album discografico in studio del gruppo musicale indie rock canadese Metric, pubblicato nel giugno 2012.

## Tracce
1. Artificial Nocturne – 5:42
2. Youth Without Youth – 4:17
3. Speed the Collapse – 3:42
4. Breathing Underwater – 3:56
5. Dreams So Real – 2:40
6. Lost Kitten – 3:16
7. The Void – 3:17
8. Synthetica – 3:54
9. Clone – 5:13
10. The Wanderlust (feat. Lou Reed) – 3:10
11. Nothing But Time – 4:04

## Formazione
Gruppo
- Emily Haines - voce, synth, chitarra
- Joules Scott-Key - batteria
- James Shaw - chitarra
- Josh Winstead - basso

Altri musicisti
- Evan Cranley, Chris Seligman - corni (3,8)
- Lou Reed - voce (10)

## Classifiche
- Billboard 200 (Stati Uniti) - #12[1]
- Official Albums Chart (Regno Unito) - #7[2]
- Billboard Canadian Albums (Canada) - #2[1]